# Justine-Herbigny
Justine-Herbigny és un municipi francès situat al departament de les Ardenes i a la regió del Gran Est. L'any 2007 tenia 166 habitants.

## Demografia

### Població
El 2007 la població de fet de Justine-Herbigny era de 166 persones. Hi havia 62 famílies de les quals 16 eren unipersonals (8 homes vivint sols i 8 dones vivint soles), 21 parelles sense fills i 25 parelles amb fills.
La població ha evolucionat segons el següent gràfic:
Habitants censats

### Habitatges
El 2007 hi havia 97 habitatges, 66 eren l'habitatge principal de la família, 13 eren segones residències i 18 estaven desocupats. 94 eren cases i 1 era un apartament. Dels 66 habitatges principals, 60 estaven ocupats pels seus propietaris, 4 estaven llogats i ocupats pels llogaters i 2 estaven cedits a títol gratuït; 3 tenien dues cambres, 12 en tenien tres, 18 en tenien quatre i 33 en tenien cinc o més. 34 habitatges disposaven pel capbaix d'una plaça de pàrquing. A 27 habitatges hi havia un automòbil i a 29 n'hi havia dos o més.

### Piràmide de població
La piràmide de població per edats i sexe el 2009 era:
| Homes | Edats   | Dones |
| ----- | ------- | ----- |
| 0     | 95 o +  | 0     |
| 0     | 90 a 94 | 4     |
| 0     | 85 a 89 | 0     |
| 0     | 80 a 84 | 4     |
| 0     | 75 a 79 | 4     |
| 4     | 70 a 74 | 4     |
| 4     | 65 a 69 | 8     |
| 4     | 60 a 64 | 4     |
| 0     | 55 a 59 | 0     |
| 0     | 50 a 54 | 0     |
| 4     | 45 a 49 | 0     |
| 8     | 40 a 44 | 0     |
| 4     | 35 a 39 | 12    |
| 0     | 30 a 34 | 8     |
| 4     | 25 a 29 | 0     |
| 0     | 20 a 24 | 0     |
| 0     | 15 a 19 | 0     |
| 4     | 10 a 14 | 0     |
| 8     | 5 a 9   | 8     |
| 0     | 0 a 4   | 4     |

## Economia
El 2007 la població en edat de treballar era de 99 persones, 66 eren actives i 33 eren inactives. De les 66 persones actives 61 estaven ocupades (34 homes i 27 dones) i 5 estaven aturades (2 homes i 3 dones). De les 33 persones inactives 8 estaven jubilades, 7 estaven estudiant i 18 estaven classificades com a «altres inactius».

### Ingressos
El 2009 a Justine-Herbigny hi havia 66 unitats fiscals que integraven 177 persones, la mediana anual d'ingressos fiscals per persona era de 13.752 €.

### Activitats econòmiques
Dels 8 establiments que hi havia el 2007, 1 era d'una empresa extractiva, 4 d'empreses de construcció, 1 d'una empresa de comerç i reparació d'automòbils, 1 d'una empresa financera i 1 d'una empresa de serveis.
Dels 4 establiments de servei als particulars que hi havia el 2009, 1 era un paleta, 2 fusteries i 1 lampisteria.
L'any 2000 a Justine-Herbigny hi havia 10 explotacions agrícoles que ocupaven un total de 763 hectàrees.

## Poblacions més properes
El següent diagrama mostra les poblacions més properes.